# 서부 펀자브어 위키백과

서부 펀자브어 위키백과는 서부 펀자브어로 운영되는 위키백과 언어판이다. 기호는 pnb이다.